# Микульский, Константин Иванович
Константи́н Ива́нович Мику́льский (15 июля 1932, Воронеж — 4 июля 2021) — советский и российский экономист, специалист в области проблем воспроизводства и социальной политики. Член-корреспондент АН СССР (1987), член-корреспондент РАН (1991; секция международных отношений).

## Биография
Окончил Московский государственный институт международных отношений МИД СССР (1956). До 1959 года работал младшим научным сотрудником Института экономики АН СССР, в 1959—1961 годах — заместитель заведующего отделом журнала «Вопросы экономики». В 1960 году защитил диссертацию на соискание степени кандидата экономических наук по теме «Концерн Круппа».
В 1961—1964 годах — редактор-консультант журнала «Проблемы мира и социализма» (Прага), затем — старший научный сотрудник, с 1970 года — заведующий сектором Института экономики мировой социалистической системы АН СССР. В 1971 году защитил там же докторскую диссертацию «Проблемы повышения эффективности экономики стран — членов СЭВ», в 1977—1991 годах — заместитель директора ИЭМСС.
С 1992 года — заместитель директора, в 1993—2000 года — директор Института проблем занятости РАН. Главный редактор журнала МААН «Общество и экономика».
С 2001 года — советник РАН, директор Международного научно-исследовательского института социального развития (на общественных началах), главный научный сотрудник Института экономики РАН.
В разные годы читал спецкурсы по экономике в Высшей дипломатической школе (Дипломатической академии) МИД СССР, Академии общественных наук при ЦК КПСС, Всесоюзной академии внешней торговли Министерства внешней торговли СССР.
Скончался 4 июля 2021 года. Похоронен на Щербинском кладбище Московской области (участок 37).

## Основные работы
- Концерн Круппа. — М.: Изд-во Института международных отношений, 1959;
- Мировая система социализма. — М.: Изд-во полит. лит-ры, 1964;
- Новая система руководства народным хозяйством в ГДР. — М.: Экономика, 1965;
- Национальные ресурсы и международное сотрудничество: актуальные проблемы международного социалистического разделения труда. М: Международные отношения, 1967;
- Ленинское учение о мировом хозяйстве и современность. — М.: Международные отношения, 1970;
- Проблемы эффективности социалистической экономики: из опыта стран СЭВ. — М., 1972;
- Классовая структура общества в странах социализма. — М., 1976;
- Социально-экономическая политика в социалистическом обществе. — М.: Мысль, 1978;
- Материальное стимулирование в социалистической экономике: из опыта европейских стран — членов СЭВ / под ред. К. И. Микульского. — М.: Экономика, 1978;
- Экономические законы социализма и социальная активность трудящихся. — М.: Экономика, 1983;
- Экономический рост при социализме: современный опыт и перспективы. — М.: Наука, 1983;
- Взаимодействие экономической и социальной политики. — М.: Экономика, 1987;
- Социализм — мировая система. — М.: Знание, 1987;
- Микульский К. И., Роговин В. З., Шаталин С. С. Социальная политика КПСС. — М.: Политиздат, 1987. — 351 с.
- Российская элита: опыт социологического анализа. М., 1995 (тт. 1—3, редактор);
- Социальная политика в постсоциалистическом обществе: задачи, противоречия, механизмы / под ред. К. И. Микульского. — М.: Наука, 2001;
- Социально-экономические модели в современном мире и путь России / под общ. ред. К. И. Микульского. — М.: Экономика, 2005. Т. 1-2.

## Награды
- Орден «Знак Почёта»
- Премия имени Н. Г. Чернышевского АН СССР
- Международная премия академий наук социалистических стран за выдающиеся совместные исследования в области марксистско-ленинских общественных наук